# Сутан Иван Сукри Мунаф
Сутан Иван Сукри Мунаф (индон.  Sutan Iwan Soekri Munaf; 4 декабря 1957, Медан — 24 апреля 2018, Бекаси) — индонезийский журналист и писатель. Псевдоним. Настоящее имя — Сутан Руди Ираван Шафруллах (индон. Sutan Roedy Irawan Syafrullah).

## Краткая биография
В 1978-1982 гг. учился на отделении астрономии Бандунгского технологического института, затем перешел на факультет масс-медия Университета Паджаджаран (Бандунг), который окончил в 1988 году.
Работал журналистом газет «Хариан Гала» (1985), «Хариан Паги Приоритас» (1986-87), «Хариан Тербит» (1988), «Бизнис Индонесия» (1989), «Аче Пост» (1989-90), журнала «Анита Чемерланг» (1990-1992), газеты «Экономи Нерача» (1992-1994), «Аналиса» (1994-1997), «Хариан Джакарта» (2003-2004), «Хариан Пета Ньюс» (2004). В 2017 г. создал литературную группу Yayasan MultiMedia Sastra в Ватсапе. В последние годы работал таксистом. Некоторое время проживал в  Прабумулихе (Южная Суматра). В 2003 г. жил у друга во Франции.
Много курил, страдал хроническим недосыпом. Похоронен в Бандунге на кладбище Сирнарага (Sirnaraga).

## Творчество
Первая публикация в газете «Компас» 3 июля 1971 г. Затем стихи (в основном в форме верлибра) в бандунгских газетах «Пикиран Ракьят», «Хариян Мандала», «Хариан Гала» и «Харитан Бандунг Пос», а также в падангских «Хариан Синггаланг», «Хариан Халуан» и во многих других. Рассказы печатались в журналах «Кью», «Заман», «Хай», «Путри Индонесия», «Гадис», «Картини», «Анта Чемерланг», «Хорисон». В 1987 г. стихи поэта прозвучали в передачах  ‘Deutsche Welle’ Опубликовал также несколько повестей для детей.
Автор сценария пяти телевизионных передач о фотографии (Учебная программа индонезийского телевидения, 1993).
Принимал участие в различных литературных событиях: Встреча писателей Нусантары (1981, Кота-Бару),  Встреча поэтов (1987, Парк Исмаила Марзуки в Джакарте) , Встреча писателей Нусантары (1999, Джохор-Бару) и др.

## Награды
- Победитель конкурса на лучшее эссе Южной Суматры (2007)

## Публикации
- Senandung Bandung, Swawedar, 1981 (сборник стихов) (совместно с другими).
- Tamasya ke Negeri Semut. Bandung: PT Angkasa, 1983 (повесть для детей)
- Tamasya ke Angkasa. Bandung: PT Angkasa, 1983 (повесть для детей)
- Krat-Krat Mencari Keadilan Bandung: PT Angkasa, 1984 (повесть для детей)
- Wiraswastawan Cilik. Bandung: PT Orbha Sakti, 1984 (повесть для детей)
- Kelinci Manis. Bandung: PT Orbha Sakti, 1984 (повесть для детей)
- Bintang-Bintang Kedelai. Bandung: PT Orbha Sakti, 1984 (повесть для детей)
- Оbsesi.  Bandung: P.T. Angkasa, 1985 (сборник стихов)
- Limah, Si Manis Jembatan Ancol. Bandung: PT Pioneer, 1986 (повесть для детей).
- Asal-usul Kampung Marunda. Bandung: PT Pioneer, 1986.
- Aktualisasi. 1989 (сборник стихов)
- Visualisasi. 1990 (сборник стихов)
- Tiga Mentakbir Mimpi. Jakarta:  Balai Pustaka, 1998 (совместно с Ади Хидаятом и Зулфой Басиром).
- Kisah Marzuki Usman. Jakarta:  Balai Pustaka, 2000
- Rahasia Seorang Kawan (повесть, печаталась с продолжением в газете «Синар Харапан» в декабре 2003 - январе 2004).
- Solar Palsu (повесть, печаталась с продолжением в газете «Синар Харапан» в декабре 2005 - феврале 2006).
- Aktualisasi Waktu. 2012 (сборник стихов) [7].
- Aktualisasi. Jakarta: KKK, 2018